# Разные колёса
«Разные колёса» — советский короткометражный рисованный мультипликационный фильм по одноимённой сказке Владимира Сутеева. Это одна из лучших постановок режиссёра Леонида Амальрика.

## Сюжет
Сказка про зверей, в которой рассказывается о том, как желание быть полезным другим помогает справиться с тщеславием и злостью.
Четверо друзей — мушка, лягушка, ёжик и петушок нашли старую телегу. Телега обыкновенная, а колёса у неё разные. Сидевшая на дереве Сорока рассказала друзьям, что телегу делал медведь, но не доделал и бросил, вот она и валяется. Друзей заинтересовали колёса, и они решили забрать их домой. Сорока поинтересовалась, где они живут, и Мушка рассказала: «На полянке пенёк, на пеньке теремок».
Прилетела Сорока к медведю и рассказала, что колёса от его телеги забрали. Рассердился медведь и побежал колёса возвращать. Прибежал на поляну, где пенёк с теремком стоял, да колёса от телеги потребовал. Мушка показала Медведю, что все колёса в дело пошли: маленькое колесо стало частью прялки, колесо побольше ёжик приладил к тачке, среднее лягушка приделала к колодцу, а большое петушок опустил в воду и мельницу построил. Рассмеялся медведь: все негодные колёса в дело пустили. И решил он разные колёса делать.
Всем колёса пригодились, только Сорока удивлялась: «Один делает-делает, а другие у него готовое берут», на что медведь ответил: «Вот оно и хорошо, что делаешь-делаешь — а другим польза выходит». После этого он прогоняет сороку.

## Создатели
| Автор сценария             | Владимир Сутеев |
| Режиссёр                   | Леонид Амальрик |
| Художники-постановщики:    | Надежда Привалова, Татьяна Сазонова |
| Композитор                 | Никита Богословский |
| Оператор                   | Михаил Друян |
| Звукооператор              | Николай Прилуцкий |
| Редактор                   | Зинаида Павлова |
| Ассистенты:                | Галина Андреева, М. Русанова, Н. Наяшкова |
| Художники-мультипликаторы: | Лидия Резцова, Иван Давыдов, Рената Миренкова, Ольга Столбова, Татьяна Таранович, Александр Давыдов, Фёдор Хитрук, Борис Чани, Анатолий Петров, Вадим Долгих, Виолетта Карп, Иосиф Куроян |
| Художники-декораторы:      | Вера Валерианова, Ирина Светлица, Елена Танненберг, Галина Невзорова |
| Роли озвучивали:           | Иван Любезнов, Марианна Тархова, Елена Понсова, Георгий Вицин, Юрий Хржановский |
| Директор картины           | Фёдор Иванов |